# 에드몽 프리바

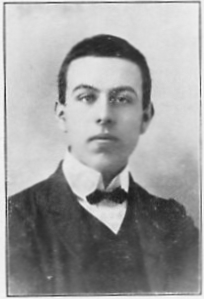
Edmond Privat en 1906

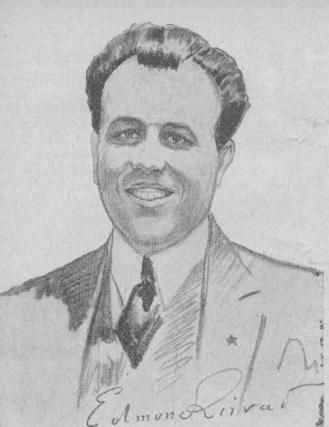
ICK-prezidanto Edmond Privat, 1925

에드몽 프리바(프랑스어: Edmond Privat, 1889년 8월 17일~1962년 8월 28일)는 스위스의 역사학자·작가·언론인·에스페란티스토이다.

## 생애
1889년 제네바에서 태어났다. 1903년에 헥토어 호들러와 같이 에스페란토를 배웠고, 같은 해 호들러와 같이 잡지 《Juna Esperantisto》를 시작하였다. 1905년에 16세의 나이로 불로뉴쉬르메르의 제1차 세계 에스페란토 대회에 참가하였다.
파리 대학교에서 언어학과 역사를 공부하였고, 군중심리학에 대하여 연구하였다. 1907년과 1908년에는 미국·잉글랜드·프랑스에서 에스페란토를 전파하였다. 1911년에 프랑스의 에스페란티스토 앙젤 파요(프랑스어: Angele Fallot)와 혼인하였다.
1921년~1928년 동안 스위스 에스페란토 협회 회장을 맡았다. 1926년 파요와 이혼하였고, 같은 해 에스페란티스토 이본 부비에 (프랑스어: Yvonne Bouvier)와 재혼하였다.
1930년대부터 평화주의를 교리로 하는 퀘이커교에 관심을 갖게 되었고, 1936년부터 정식으로 회원이 되었다. 1931년에 다른 퀘이커들과 같이 로잔에서 마하트마 간디를 만났고, 간디가 인도로 되돌아가자 아내 이본과 같이 인도로 간디를 따라 몇 달을 보냈다. 이 경험은 그가 쓴 책 《Aux Indes avec Gandh》(간디와 함께 인도로)라는 책에 수록되어 있다.
1962년 사망하였다.